# Zbirohy
Zbirohy jsou malá vesnice, část obce Koberovy v okrese Jablonec nad Nisou. Nachází se asi 2,5 kilometry západně od Koberov. Zbirohy leží v katastrálním území Besedice o výměře 4,18 km². V blízkosti osady leží zřícenina stejnojmenného hradu, skalní oblast Zbirohy, přírodní rezervace Bučiny u Rakous a památný strom Tis v Besedicích.

## Historie
První písemná zmínka o vesnici pochází z roku 1388.

## Další fotografie

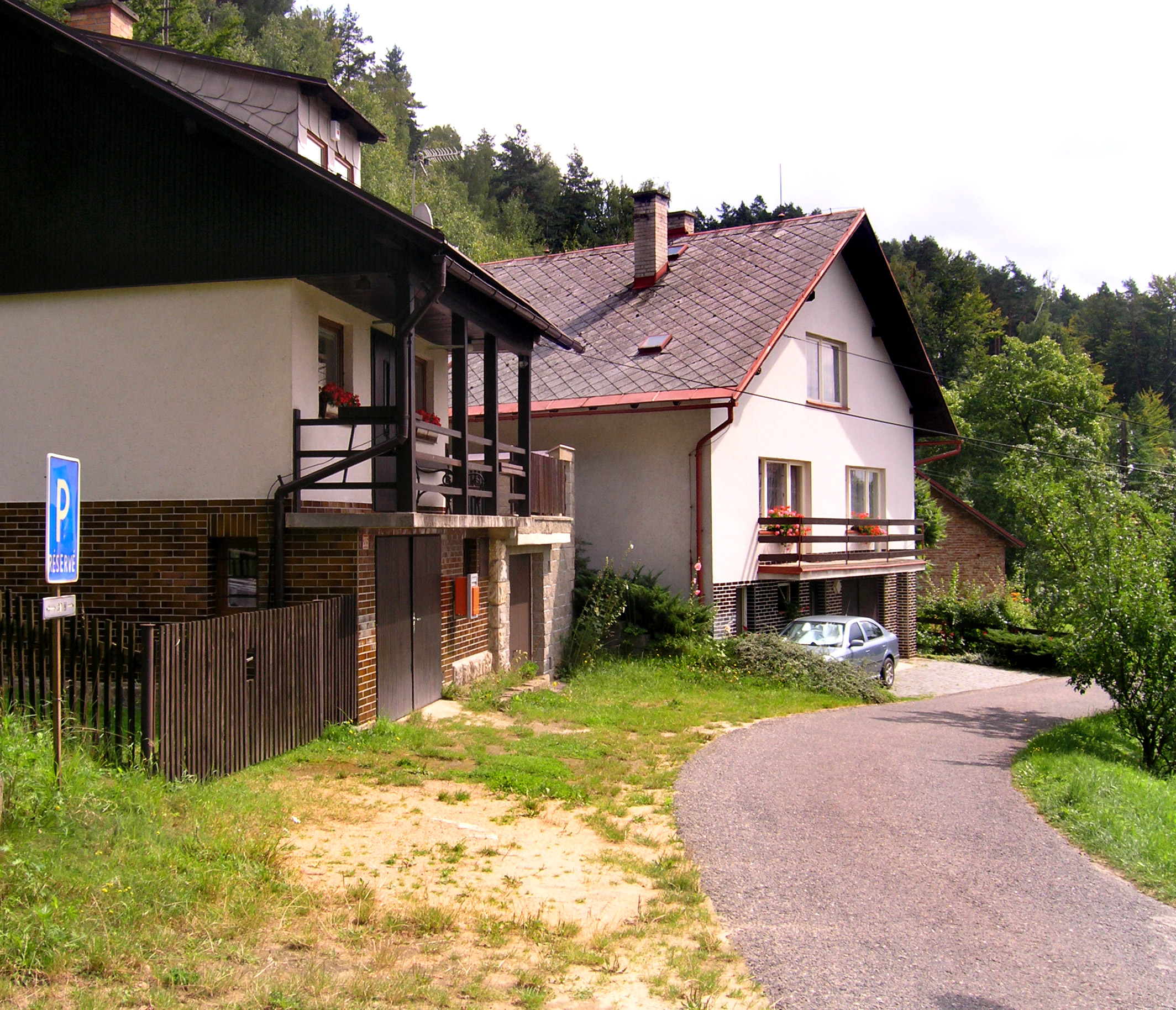
Horní část vesnice
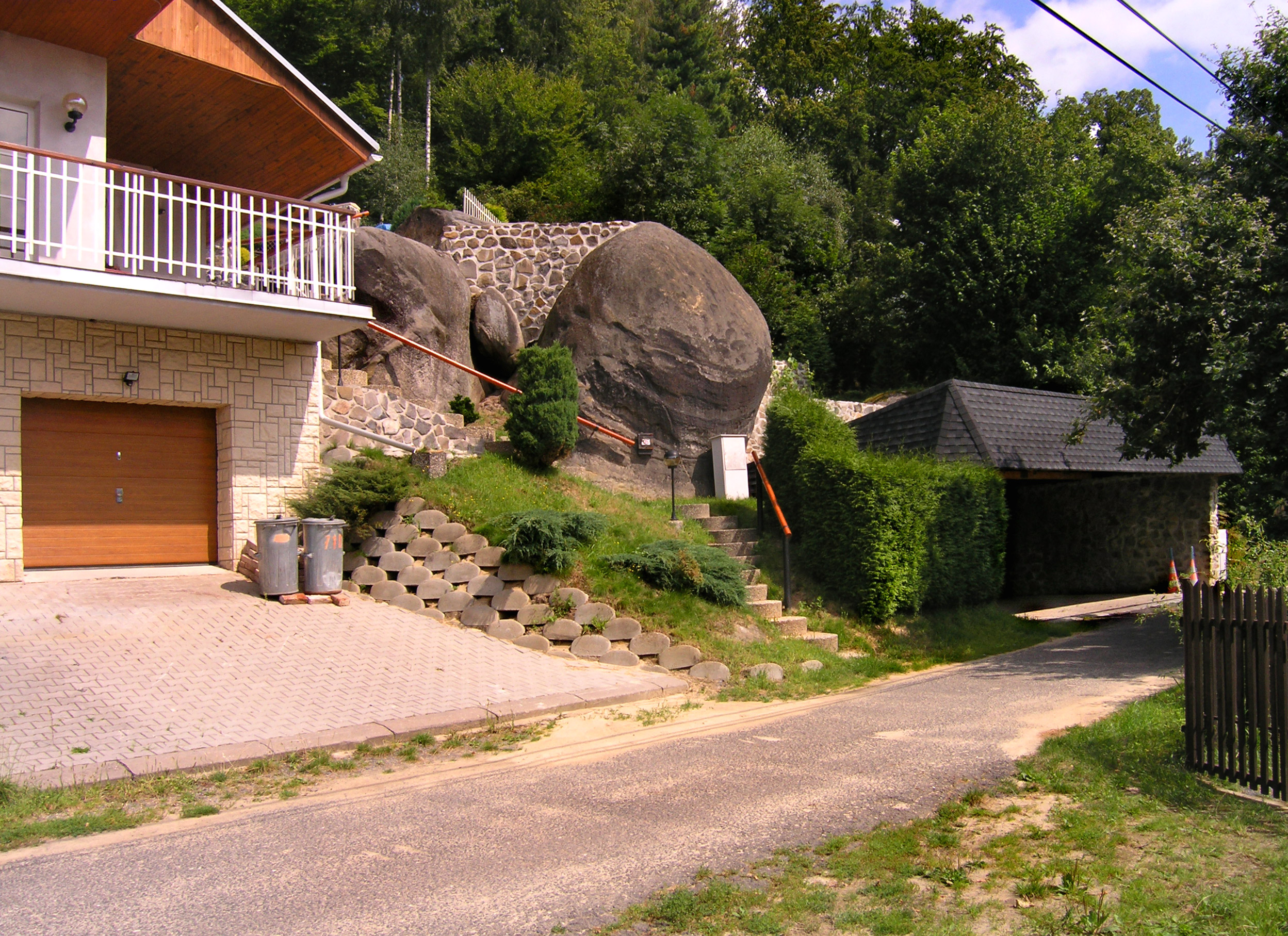
Skály vedle domů
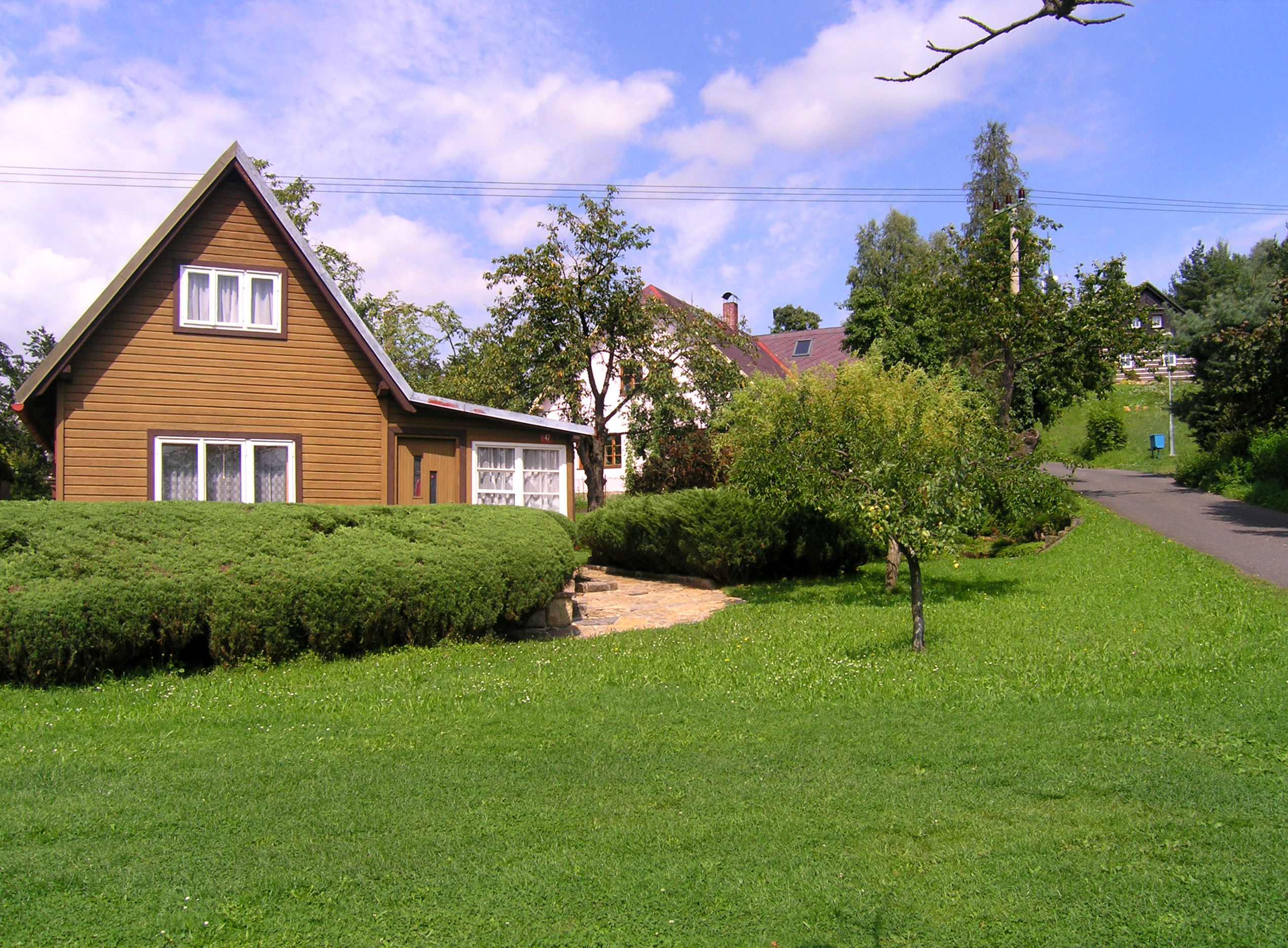
Dolní část vesnice